# Walter Battiss

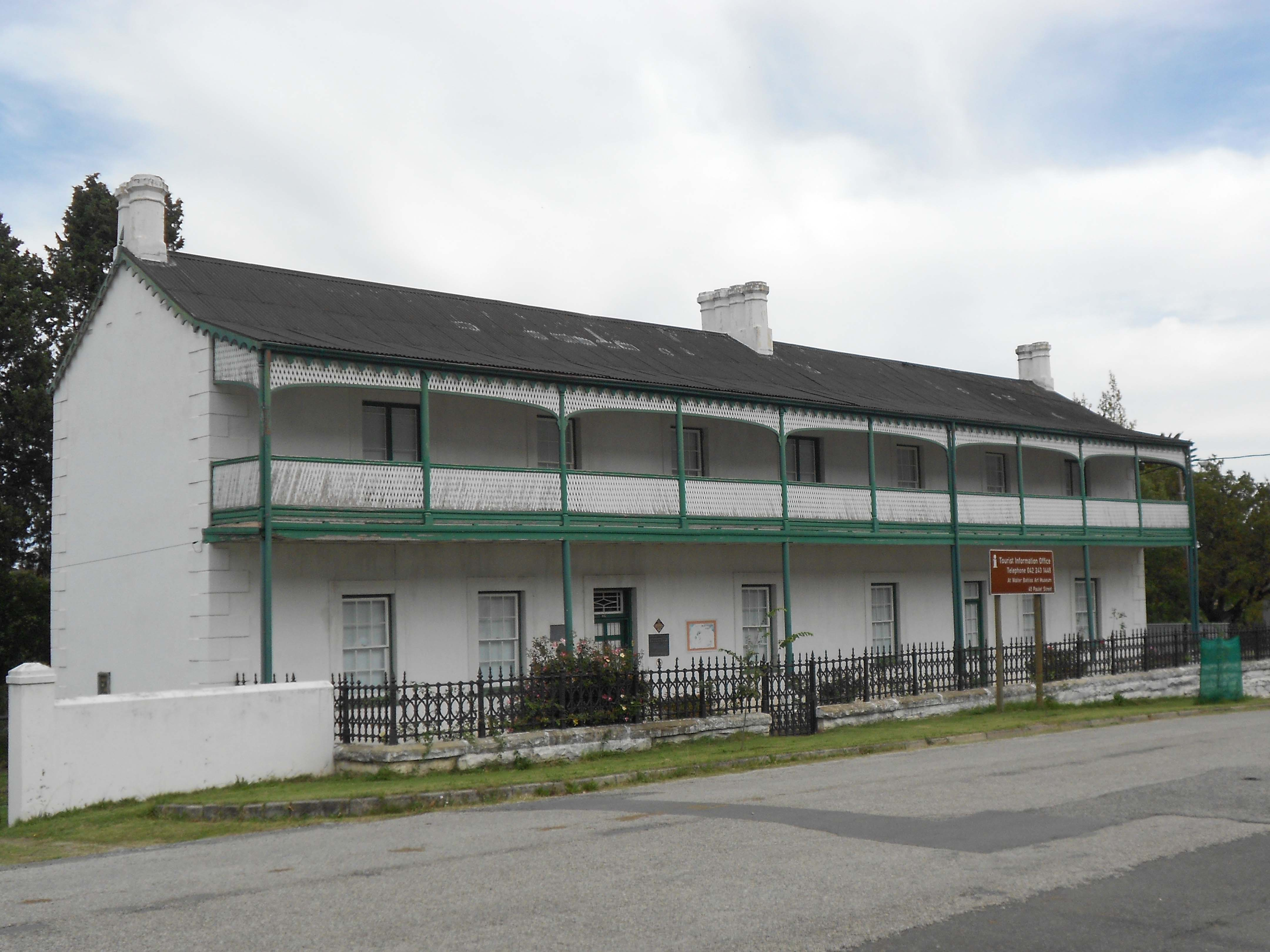
Musée Walter Battiss.

Walter Wahl Battiss (6 janvier 1906 - 20 août 1982) était un peintre sud-africain, fondateur de l'île imaginaire de « Fook Island ».

## Biographie
Fils d'une famille britannique méthodiste, Walter Battiss grandit dans le désert du Karoo en milieu rural afrikaner à Somerset Est. En 1917, sa famille emménage à Koffiefontein puis en 1919 à Fauresmith où il termine sa scolarité. En 1924, il devient clerc à Rustenburg au Transvaal. 
Passionné par l'archéologie et les arts primitifs, il commence en 1929 des études d'arts de dessins et de peintures au Witwatersrand Technical College. C'est à l'âge de 35 ans qu'il reçoit son diplôme en art appliqué de l'université d'Afrique du Sud. En 1938, il visite l'Europe pour la première fois de sa vie et en 1939 publie son premier livre consacré à l'art des Bushmen. Son travail est alors influencé par l'art bushman, par celui des Ndebele, la culture pré-islamique et la calligraphie. En 1949, il rencontre Picasso avec qui il lie amitié. 
Battiss publie 9 livres au cours de sa carrière et fonde la revue artistique De Arte. Il enseigne également aux élèves du lycée de garçons de Pretoria pendant 30 ans et dirige le Pretoria Art Centre entre 1953 et 1958. Il enseigne également à l'université d'Afrique du Sud comme professeur d'art appliqué à partir de 1964. 
Il prend sa retraite en 1971 et en 1981, fait don de ses œuvres au Walter Battiss Museum de sa ville natale de Somerset East.
Walter Battiss est mort d'une crise cardiaque à Port Shepstone dans la province du Natal, le 20 août 1982.

## Œuvre
L'œuvre novatrice de Batiss fut consacrée à l'étude de l'homme et de son environnement et à évoluer vers le surréalisme. Il est l'inventeur de Fook Island, une île imaginaire dont il dessina et peignit la carte, les gens, les plantes, les animaux, les timbres, les passeports, les permis de conduire, inventa sa langue et sa monnaie. Fook Island combinait un ensemble de pays et d'îles qu'il avait visités, que ce soit Zanzibar, les Seychelles, Madagascar, Fidji, Hawaii, Samoa, les îles grecques et les Comores.
Fook Island fut le résultat de son imagination fertile et de son opposition au mouvement conceptualiste.